# فيتش روبرتسون
فيتش روبرتسون (بالإنجليزية: Fitch Robertson)‏ هو سياسي أمريكي، ولد في 1896، وتوفي في 1956.